# Багатоніжкоїди
Багатоніжкоїди (Aparallactinae) — підродина отруйних змій родини земляних гадюк (Astractaspidae). Описано 8 родів та 44 види, поширених в Африці та на Близькому Сході.

## Опис
Загальна довжина представників цієї підродини коливається від 18 до 85 см. Голова маленька, вкрита щитками, очі маленькі. Мають задньощелепні отруйні ікла. Тулуб має циліндричну форму, хвіст короткий. Забарвлення чорного, коричневого, сірого кольору з різними відтінками.

## Поширення
Представники підродини мешкають в Африці та на Близькому Сході.

## Спосіб життя
Населяють луки, савани, чагарники, гірську місцину, пагорби. Активні вночі. Ведуть підземний, риючий спосіб життя. На поверхні їх можна побачити лише під час сильних дощів та при оранці ґрунту. 
Багатоніжкоїди належать до яйцекладних змій.
Живляться зазвичай безхребетними, особливо багатоніжками. Звідси й походить назва. Не гребують дрібними амфісбенами, новонародженими гризунами.

## Практичне  значення
Багатоніжкоїди, не зважаючи на свій невеликий розмір, можуть становити небезпеку для людини. При зустрічі з людиною ведуть себе агресивно і при першій же можливості зразу кусають. Їх отрута високотоксична і може призводити до тяжких місцевих уражень, хоча смертельні випадки вкрай рідкі. 

## Систематика
Станом на 2024 рік описано 8 родів і 44 види:
- Amblyodipsas (9 видів)
- Aparallactus (11 видів)
- Chilorhinophis (2 види)
- Hypoptophis (1 вид)
- Macrelaps (1 вид)
- Poecilopholis (1 вид)
- Polemon (14 видів)
- Xenocalamus (5 видів)